# Henri-Pierre Danloux
Pour les articles homonymes, voir Danloux.
 (juin 2025).
Si vous disposez d'ouvrages ou d'articles de référence ou si vous connaissez des sites web de qualité traitant du thème abordé ici, merci de compléter l'article en donnant les références utiles à sa vérifiabilité et en les liant à la section « Notes et références ».
Henri-Pierre Danloux, né le 24 février 1753 à Paris où il est mort le 3 janvier 1809, est un peintre, dessinateur et graveur français.

## Biographie
Danloux fut l’élève de Nicolas-Bernard Lépicié puis de Joseph-Marie Vien qu’il suivit à Rome. Il fit la connaissance de Jacques-Louis David.
Marié à Antoinette de Saint-Redan, fille adoptive de l'intendant Antoine Mégret d'Étigny, il commença une carrière de peintre de genre et de portraitiste notamment pour sa belle-famille et ses proches les Thomas de Pange : portrait du baron d'Étigny, de son frère et de sa belle-sœur, le comte et la comtesse de Sérilly avec leurs enfants, de François de Pange. En compagnie de son épouse, il retourne en Italie juste avant la Révolution.
D'un milieu libéral, il condamne rapidement les débordements jacobins et émigre en Angleterre en 1792 où il réside jusqu'en 1802. Durant ce séjour il connaît un succès indéniable qui dépasse largement les cercles français.Une grande partie de sa belle famille est guillotinée le 10 mai 1794 avec la sœur du roi qui s'entremet pour permettre à la comtesse de Sérilly de garder la vie sauve.
Parmi ses meilleures œuvres, il faut noter le portrait de Melle Duthé, celui de Monseigneur de la Marche à son bureau (musée du Louvre) ou celui du duc de Choiseul dans sa prison.
Influencé par John Singleton Copley et par Henry Raeburn, il  peint le portrait de nombreux Anglais et Écossais. Il expose régulièrement à la Royal Academy et devient le peintre attitré du comte d'Artois en émigration à Holyrood. Plusieurs de ses œuvres ont été gravées, notamment par les artistes anglais. Son journal a été partiellement publié par le baron Roger Portalis.
De retour en France, il expose de nouveau au Salon, mais ne rencontre pas le succès qu'il espérait.

« Distinguée, sincère, de couleur harmonieuse, encore parée des dernières élégances d’un siècle enchanteur, telle s’affirme, dans son incontestable originalité, la peinture de Danloux… Sous son pinceau, les coiffures prennent une ampleur qui ajoutent à la beauté… Son goût des attitudes imprévues propres à donner l’illusion de la vie, sa recherche du geste, la préoccupation d’animer la physionomie de ses modèles, sont autant de signes qui le font reconnaître à première vue. »

— Roger Portalis.

## Œuvres
- Portrait de famille en plein air, vers 1786, huile sur toile, 96 × 72 cm. Musée d'Évreux.

Il s'agit d'un thème à la mode au XVIIIe siècle. Une famille surprise dans son intimité : scène de tendresse familiale au cours d'une promenade à la campagne qui montre une décontraction dans les toilettes et les attitudes. On retrouve là le thème de la nature mis au goût du jour par les Philosophes. Cette composition fait toutefois référence aux représentations de la Sainte Famille : portée symbolique avec le geste de bénédiction du père et la présence d'un agneau avec lequel un enfant joue.
Ce portrait de famille est à rapprocher d'une œuvre publiée dans le catalogue d'exposition Portraits français de Largillière à Manet (Copenhague, 1960).
- Épisode du déluge, 202 × 174 cm, Saint-Germain-en-Laye, musée municipal.
- Portrait d'Auguste-Frédéric de Sussex, huile sur toile, 1794, Fondation Bemberg Toulouse
- Portrait de Louis-Henry-Joseph de Bourbon, 1795, musée Condé, Chantilly
- Portrait du baron de Besenval, 1791, National Gallery (Londres)

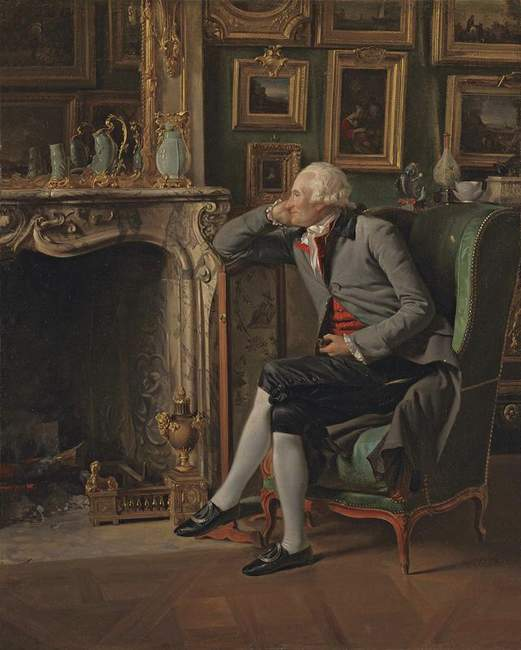
Portrait du baron de Besenval à l'hôtel de Besenval, 1791, National Gallery.
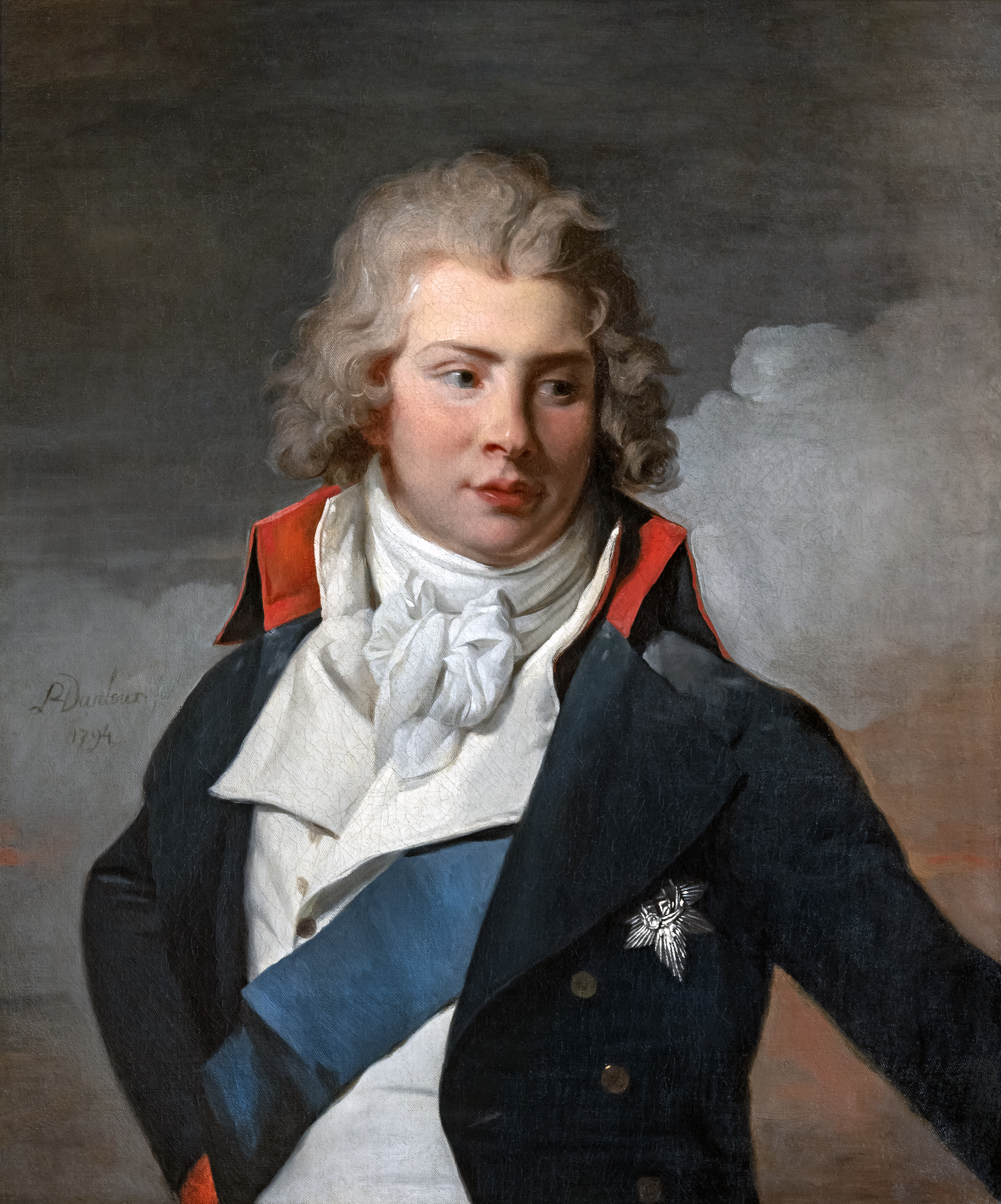
Portrait du Auguste-Frédéric de Sussex - Fondation Bemberg Toulouse
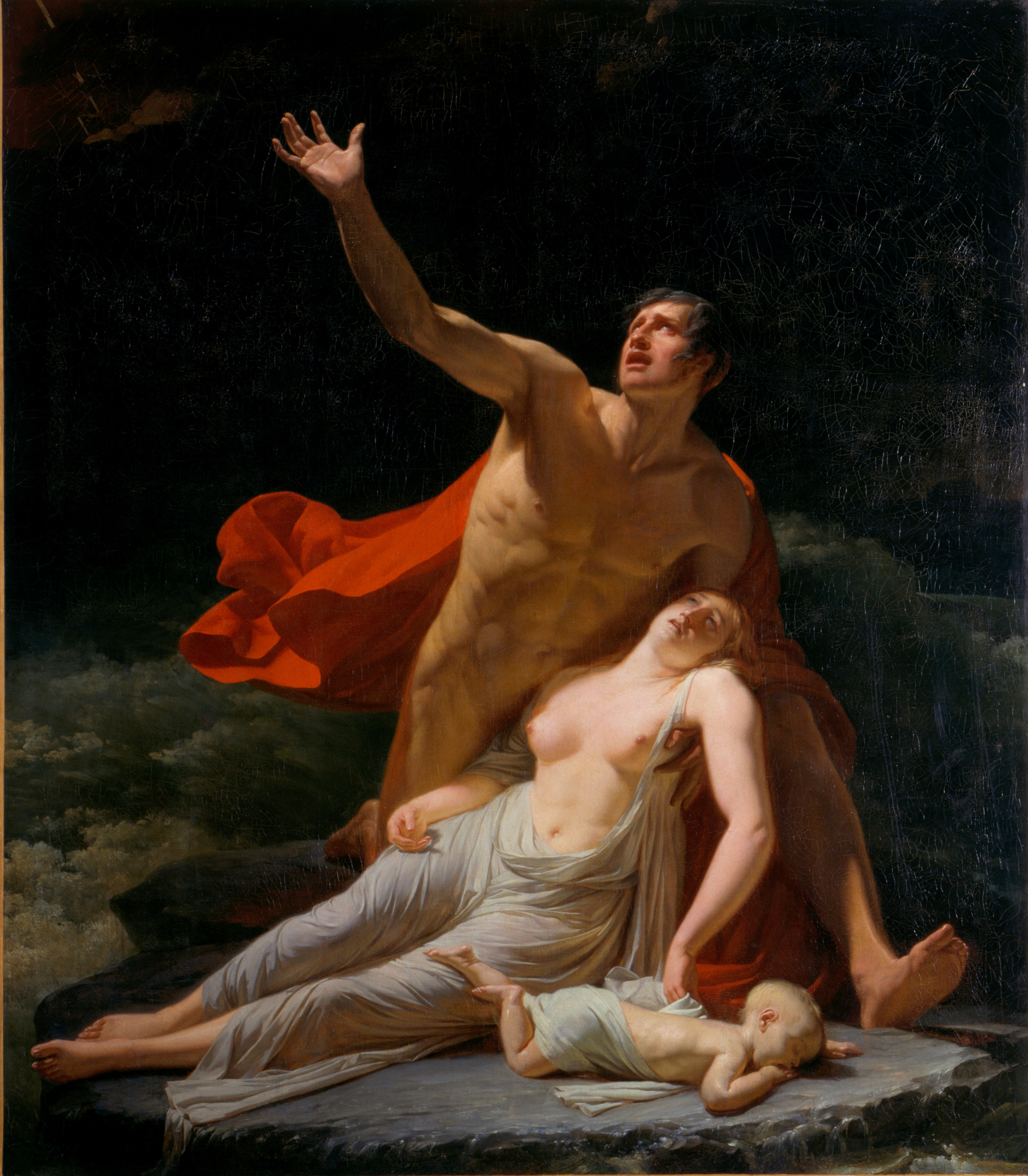
Épisode du Déluge-  Saint-Germain-en-Laye, musée municipal
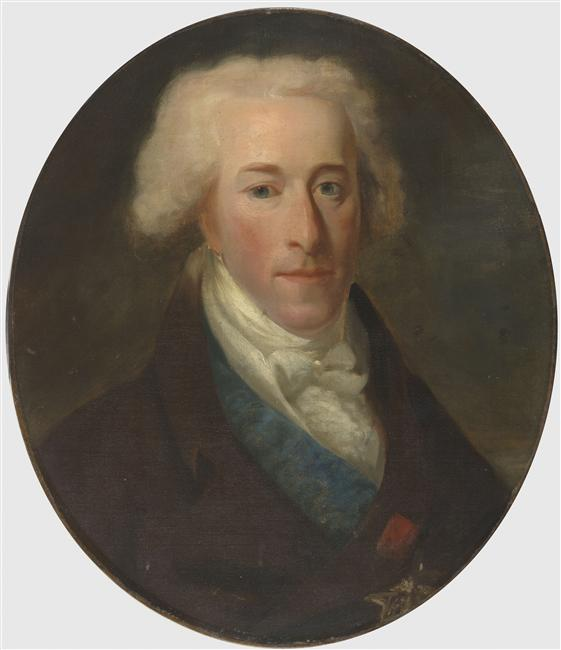
Portrait de Louis VI Henri de Bourbon-Condé, musée Condé.